# Tat'jana Kolpakova
Tat'jana Alekseevna Kolpakova (in russo Татьяна Алексеевна Колпакова?; Alamedin, 18 ottobre 1959) è un'ex lunghista sovietica, vincitrice della medaglia d'oro alle Olimpiadi di Mosca 1980 con la misura di 7,06 m.

## Biografia
Kolpakova iniziò la sua carriera di atleta a 15 anni. Il 9 maggio 1974 partecipò infatti ad un'importante gara allo Stadio Centrale Lenin e fu seconda con 5,90 m. Nello stesso anno entrò all'università kirghiza di economia a Frunze, che lasciò dopo tre anni di studi. Più tardi Kolpakova si laureò in fisica nella stessa università. Nel 1978 passò un test per il titolo di Master degli sport dell'URSS con un 6,30 metri a Chișinău. Entrò nella nazionale sovietica nel 1979 e l'anno dopo vinse l'oro olimpico.
Dopo il ritiro allenò per alcuni anni. È stata insignita del titolo di Atleta kirghiza del secolo. Nel 2004 Kolpakova è divenuta assessore alla cultura, sport e turismo di Biškek. È sposata con l'ex-atleta Shamil Abbyasov.